# Национальный стадион (Пекин)
Пеки́нский национа́льный стадио́н (кит. трад. 北京國家體育場, упр. 北京国家体育场, пиньинь Běijīng Guójiā Tǐyùchǎng), также известный как «Пти́чье гнездо́» (кит. трад. 鸟巢 , упр. Niǎocháo) — многофункциональный спортивный комплекс, созданный для проведения летних Олимпийских игр 2008, находящийся в Олимпийский парке, рядом с плавательным комплексом. На этом стадионе, помимо проведения спортивных состязаний, состоялись церемонии открытия и закрытия Олимпийских игр 2008 года. Строительство стадиона начато в декабре 2003 года по проекту бюро Херцог и де Мёрон и группы китайских архитекторов под руководством Ли Сингана, который позднее был главным конструктором кластера Олимпиады-2022 в Яньцине. Открытие стадиона состоялось в марте 2008 года.
Стоимость строительства стадиона оценена в 3,5 миллиарда юаней, что составляет приблизительно 325 миллионов евро.
Помимо Олимпийских игр, стадион принимал матчи Суперкубка Италии по футболу 2009, 2011 и 2012 года.
В 2022 году стадион был использован для проведения церемоний открытия и закрытия XXIV Зимних Олимпийских игр.

## Особенности конструкции
Стадион имеет достаточно интересный и необычный внешний вид. Трибуны стадиона находятся на бетонной «чаше». Вокруг этой «чаши» расположены 24 ферменные колонны, поверх которых находятся переплетения кривых металлических балок. В верхней части этой структуры между переплетением натянуты плёнки из этилентетрафторэтилена, это формирует верхнюю часть покрытия. В нижней же части покрытия использовался политетрафторэтилен. Эти два материала прозрачные, что даёт возможность проникать солнечному свету на трибуны, а также они очень лёгкие. Для строительства стадиона в Китае была разработана новая марка стали, которая отличается почти полным отсутствием сторонних примесей, что в некоторой степени усложняло сварку стальных элементов. Изначально было запланировано возвести стадион с раздвижным покрытием, которое бы полностью закрывало площадь поля.

## Строительство
Строительство началось с закладки фундамента, в качестве которого использовались достаточно длинные сваи, углублённые в основание приблизительно на 35 метров. Далее была построена бетонная «чаша», на которой были позднее установлены трибуны. На некоторый срок строительство было остановлено из-за проблем с финансированием. В марте 2004 года работы были возобновлены уже по новому проекту. Новый проект заключался в том, что было решено отказаться от раздвижной кровли, что впоследствии дало возможность сэкономить больше десяти тысяч тонн стали и около 150 миллионов долларов.
В сентябре 2005 года были смонтированы временные опоры для колонн ферменной структуры, а в октябре уже все 24 колонны были установлены. После этого на эти колонны были установлены путём сварки отдельные, относительно небольшие, элементы внешней металлической структуры.
Во время строительства в результате крушения одного из элементов конструкции погибло 3 человека.

## Фотографии

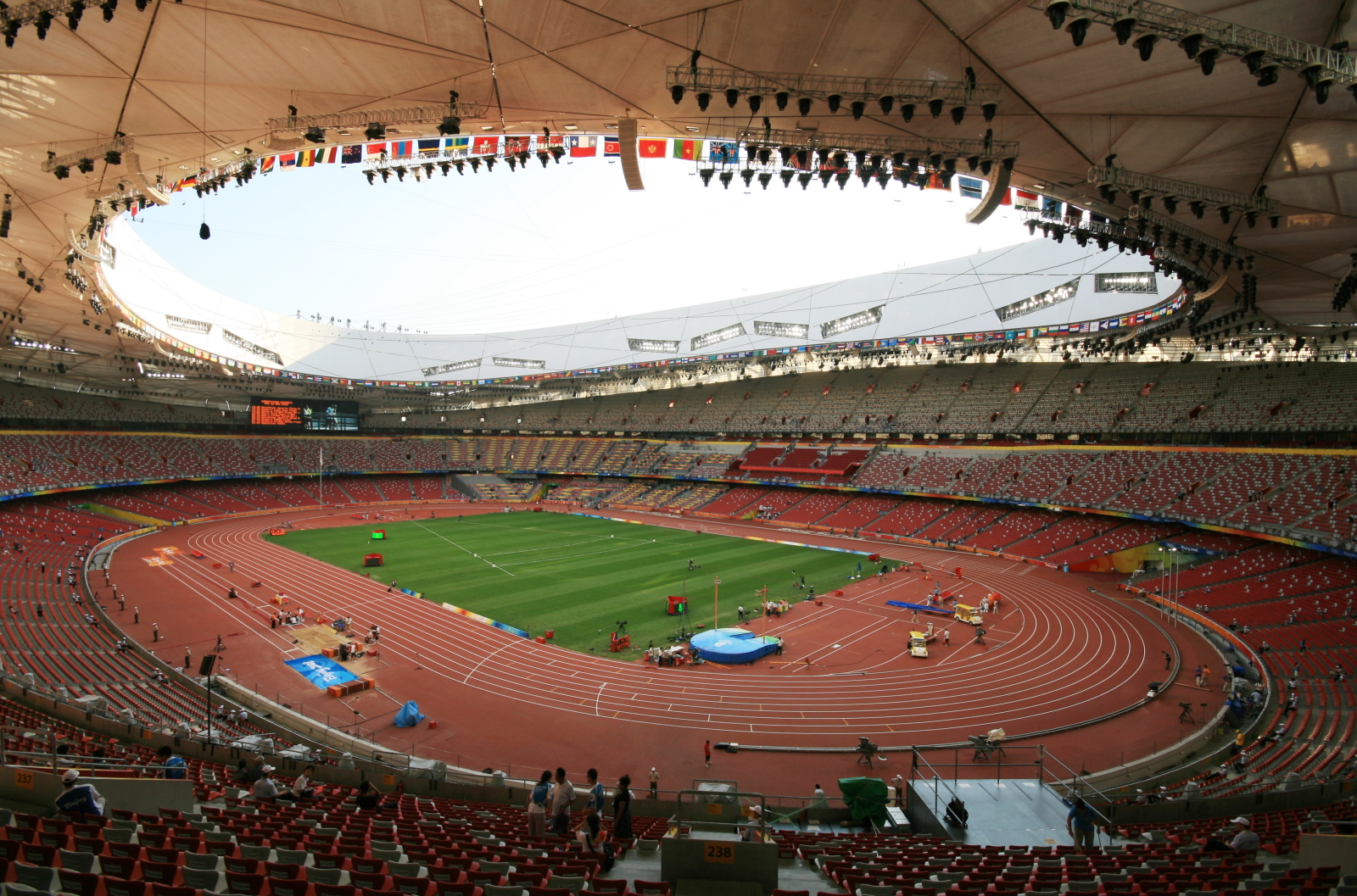
Вид внутри
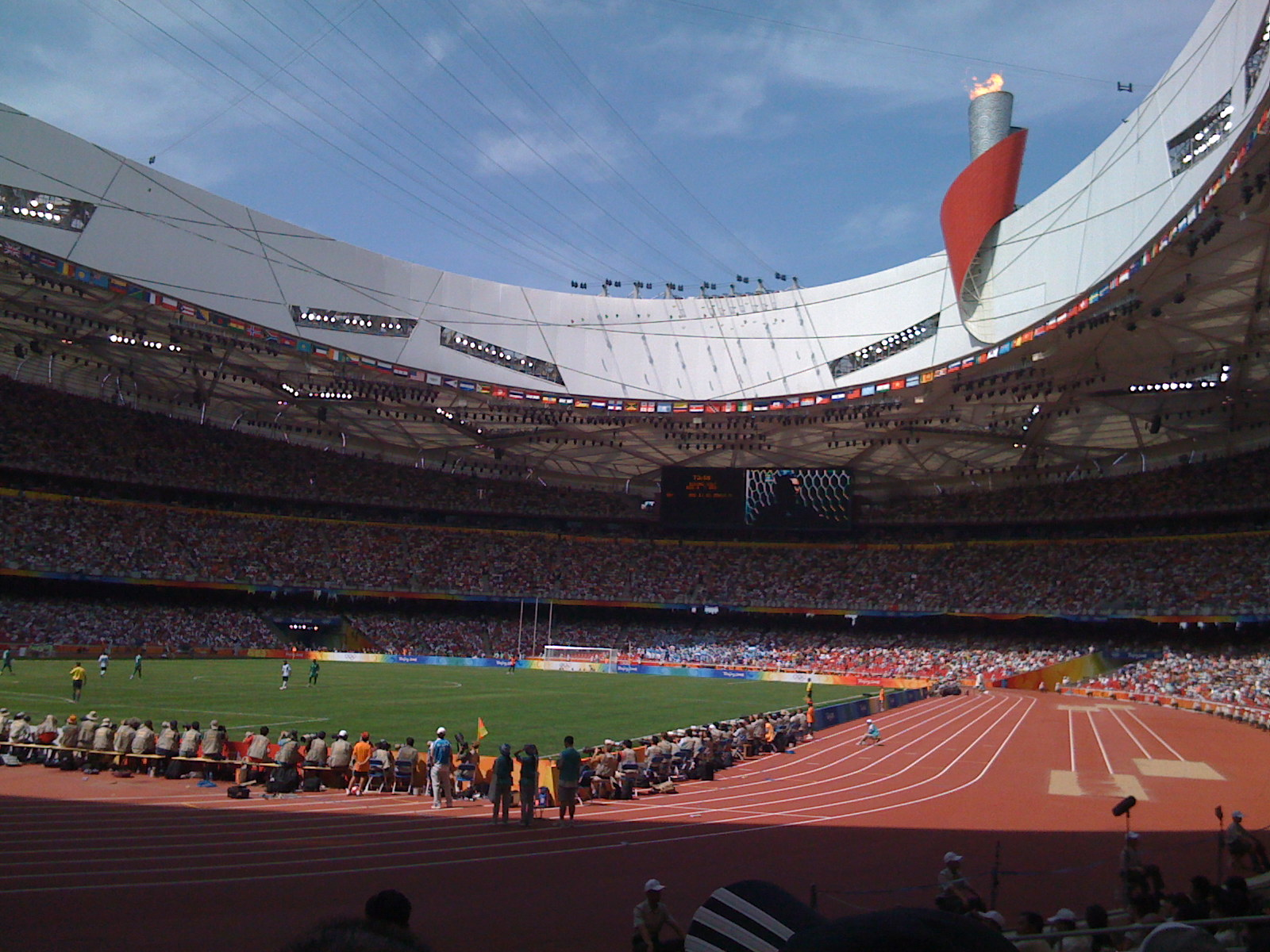
Лёгкая атлетика на летних Олимпийских играх 2008 года
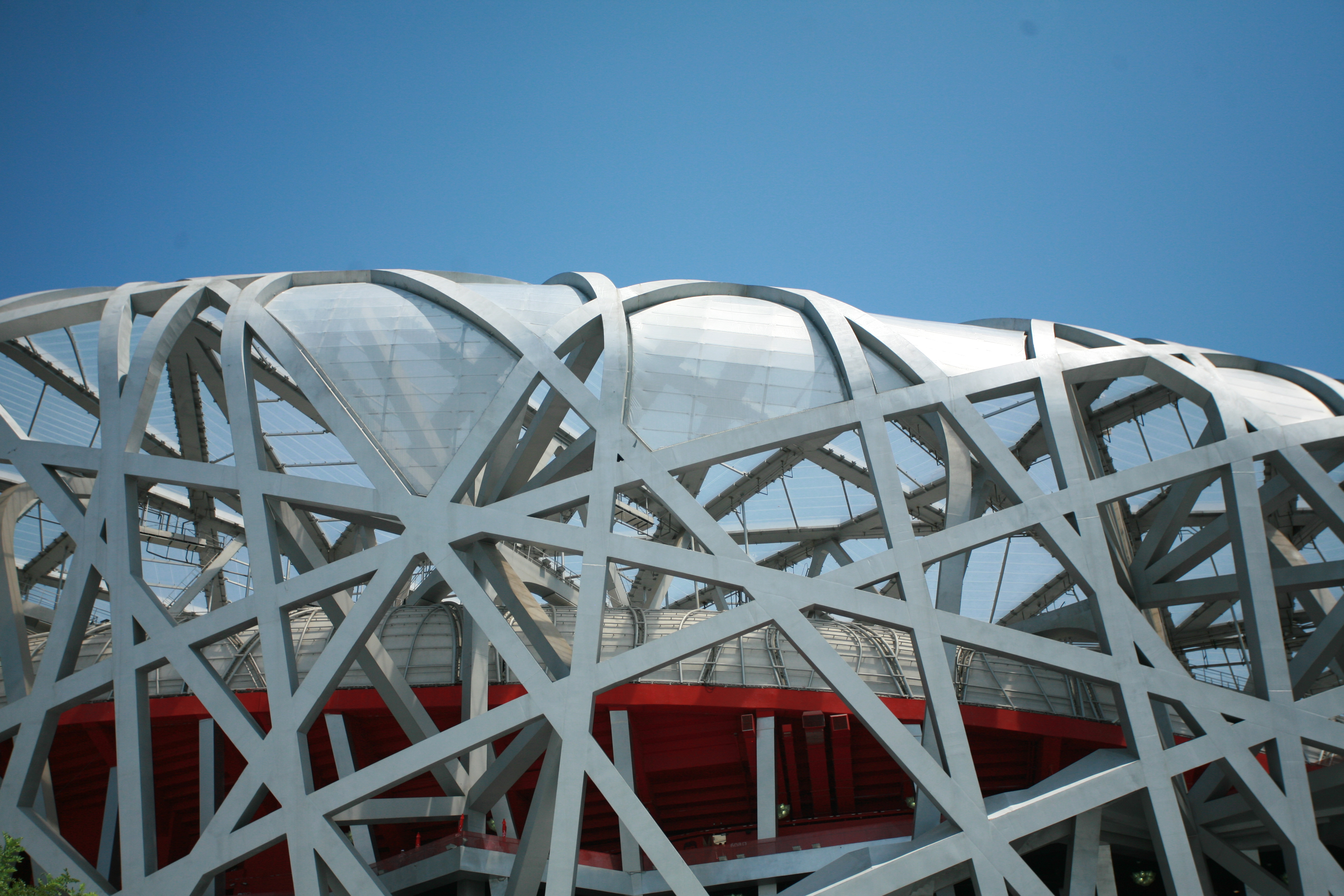
Внешние конструкции стадиона
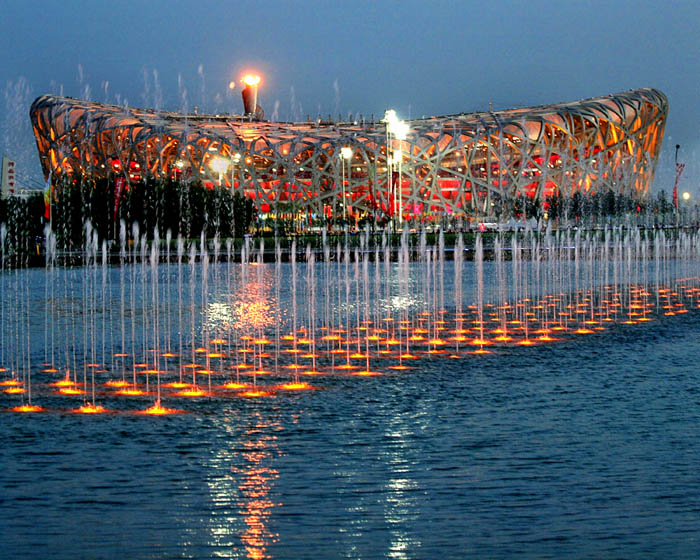
Стадион во время Игр 2008 года
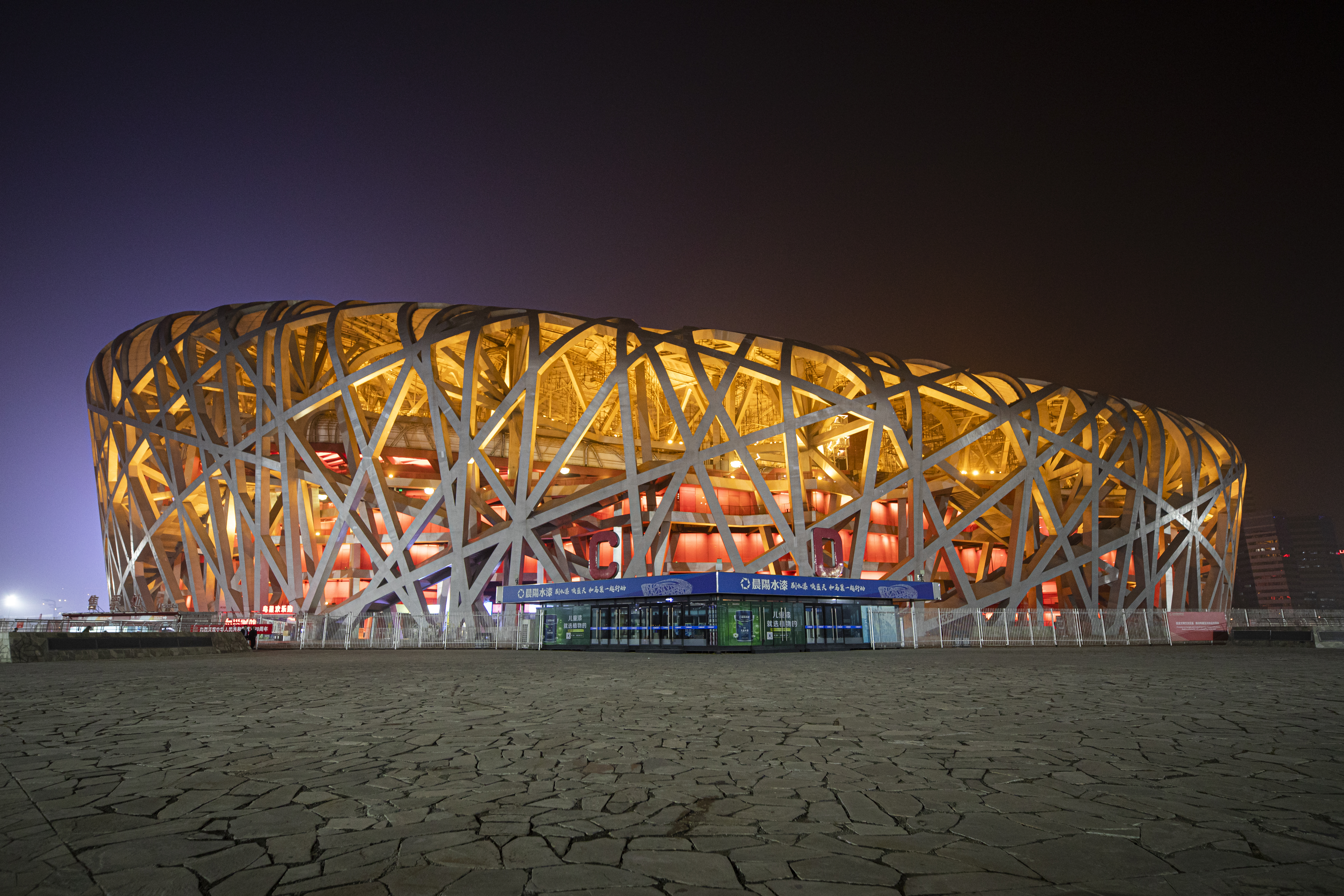
Пекинский национальный стадион ночью